# The Optimist (Anathema)
The Optimist is het elfde studioalbum van de Britse rockband Anathema. Het album werd op 9 juni 2017 uitgebracht en telt 11 nummers. Er is een versie op cd en lp verschenen.
Het album was het tweede Top 40-succes van de band in het Verenigd Koninkrijk waar het de 34e plek wist te bereiken in de Britse hitlijsten.

## Album
Het album is qua verhaal een vervolg op Anathema's album uit 2001, A Fine Day To Exit. De coördinaten van het eerste muzieknummer verwijst naar de locatie Silver Strand in San Diego County, een plek die werd getoond op de hoes van A Fine Day To Exit. Volgens bandleden Daniel en Vincent Cavanagh was er onduidelijkheid over de gebeurtenissen en verloop van de onbekende persoon op die albumhoes. Dit werd de inspiratie voor het schrijven van The Optimist.

## Nummers
Het album bevat de volgende nummers:
| 1.                 | 32.63N 117.14W    | 1:18  |
| 2.                 | Leaving It Behind | 4:27  |
| 3.                 | Endless Ways      | 5:49  |
| 4.                 | The Optimist      | 5:37  |
| 5.                 | San Francisco     | 4:49  |
| 6.                 | Springfield       | 5:49  |
| 7.                 | Ghosts            | 4:17  |
| 8.                 | Can't Let Go      | 5:00  |
| 9.                 | Close Your Eyes   | 3:39  |
| 10.                | Wildfires         | 5:40  |
| 11.                | Back to the Start | 11:41 |
| Totale duur: 56:16 |                   |       |

## Medewerkers
- Daniel Cavanagh – gitaren, zang, keyboards, bas
- Vincent Cavanagh – zang, gitaar, keyboards, programmering, bas
- Jamie Cavanagh – basgitaar
- John Douglas – drums, keyboards, programmering
- Lee Douglas – zang
- Daniel Cardoso – drums
- Tony Doogan - producent, opname en mixage